# Lacombe (Alberta)
Pour les articles homonymes, voir Lacombe.
Lacombe, est une cité de l'Alberta (au Canada) située au sud-est d'Edmonton. En 2011, sa population est évaluée à 11 707 habitants. Il s'agit de la 17e municipalité albertaine à accéder au statut de cité le 5 septembre 2010.

## Toponymie
La ville a été nommée en l'honneur d'Albert Lacombe, un père missionnaire des Oblats en Alberta au XIXe siècle.

## Démographie
| 2001  | 2006   | 2011   | 2016   |
| ----- | ------ | ------ | ------ |
| 9 384 | 10 742 | 11 707 | 13 057 |

## Économie
La ville de Lacombe bénéficie de sa proximité du chemin de fer Canadien Pacifique en 1891 pour son développement et plus récemment des autoroutes 2A et 12. Centre d'agriculture, d'exploitation forestière et d'élevage, on y retrouve le centre de recherche de Lacombe d'Agriculture et Agroalimentaire Canada depuis 1907 sur une surface de 808 ha où a été créée une race de porcs, la race Lacombe réputée pour sa haute teneur en viande maigre.